# Ronna-
Ronna- (símbol R) és un prefix multiplicador del Sistema Internacional d'Unitats que indica un factor de 1000⁹ o 1027 o 1 000 000 000 000 000 000 000 000 000.
Adoptat el 2022, prové d'una combinació del mot llatí novem i del grec ἐννέᾰ, ennea, que signifiquen «nou» pel fet que representar 1000⁹. També es tingué en compte que la lletra inicial fos una R, seguint la tendència decreixent de Z i Y, botant X, T i S, per estar ja emprades o per evitar confusions; i acabant en «a» perquè és el criteri pels prefixos multiplicadors.
Per exemple;
1 ronnàmetre = 1 Rm = 1027 metres
1 ronnagram = 1 Rg = 1027 grams
1 ronnasegon = 1 Rs = 1027 segons